# بهجت أباد (كوهباية الشرقي)
بهجت أباد (بالفارسية: بهجت‌آباد) هي قرية تقع في إيران في قسم کوهبایة الشرقي الریفي. يقدر عدد سكانها بـ 426 نسمة .